# 新潟大栄信用組合
新潟大栄信用組合（にいがただいえいしんようくみあい）は、新潟県燕市に本店を置く信用組合。

## 沿革
- 1952年10月 地蔵堂町信用組合として設立。
- 1967年11月 大栄信用組合に改称。
- 1984年6月 新潟大栄信用組合に改称。
- 1989年10月 相川信用組合と合併する。